# Psekups
Psekups (rusky Псекупс) je řeka v Krasnodarském kraji v Rusku. Je dlouhá 146 km. Povodí řeky je 1430 km².

## Průběh toku
Pramení na severních svazích Velkého Kavkazu. Na dolním toku protéká rovinou mezi nízkými břehy, jež jsou místy chráněny hrázemi. Ústí do Kubáně (úmoří Azovského moře).

## Vodní režim
Zdrojem vody jsou převážně dešťové srážky, které někdy způsobují povodně. Průměrný roční průtok vody činí přibližně 20 m³/s, maximální až 1000 m³/s. Zamrzá nepravidelně přibližně na 20 dní.

## Využití
Je splavná pro vodáky. V jejím údolí leží město s lázněmi Gorjačij Ključ.